# Mecsér
Mecsér (horvátul: Mečir) község Győr-Moson-Sopron vármegyében, a Mosonmagyaróvári járásban.

## Fekvése

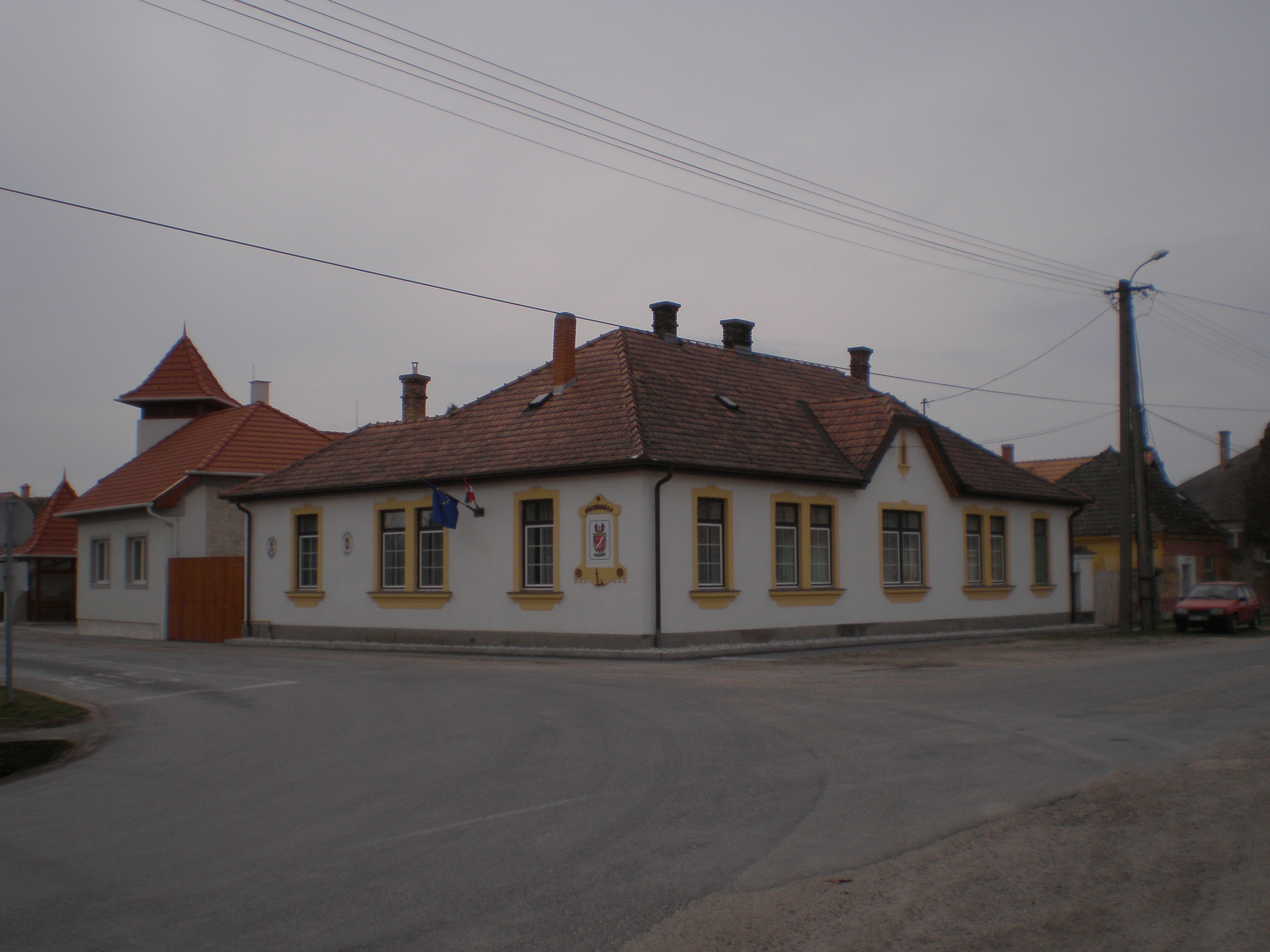
Községháza

Mecsér község a Mosoni-Duna negyedik nagy kanyarulatának jobb partján, a Mosoni-síkság, a Szigetköz és a Hanság találkozásánál, Mosonmagyaróvár (22 km) és Győr (21 km) között félúton fekszik, az 1-es főútról Mosonújhely előtt leágazó, 1402-es számú átkötő úton érhető el. Győrtől 15 km-t a szigetközi úton haladva, Zsejkepusztánál kell áthaladni a Mosoni-Duna hídján, így jutunk a hangulatos környezetben lévő kis faluba.
A településhez tartozó Lickópuszta Lébény felől, az 1-es főútról a 14 104-es számú mellékúton, a falu központjából önkormányzati úton érhető el.
Érdekesség, hogy Ásványráró és Mecsér vonalában húzódik az Alsó- és Felső-Szigetközt elválasztó botanikai határ. Mosonmagyaróvár város szennyvízterhelése egészen Mecsér községig érezteti hatását. Mecsér községtől egészen Győr határáig első osztályú, fürdésre is alkalmas a Mosoni-Duna vize.

## Története

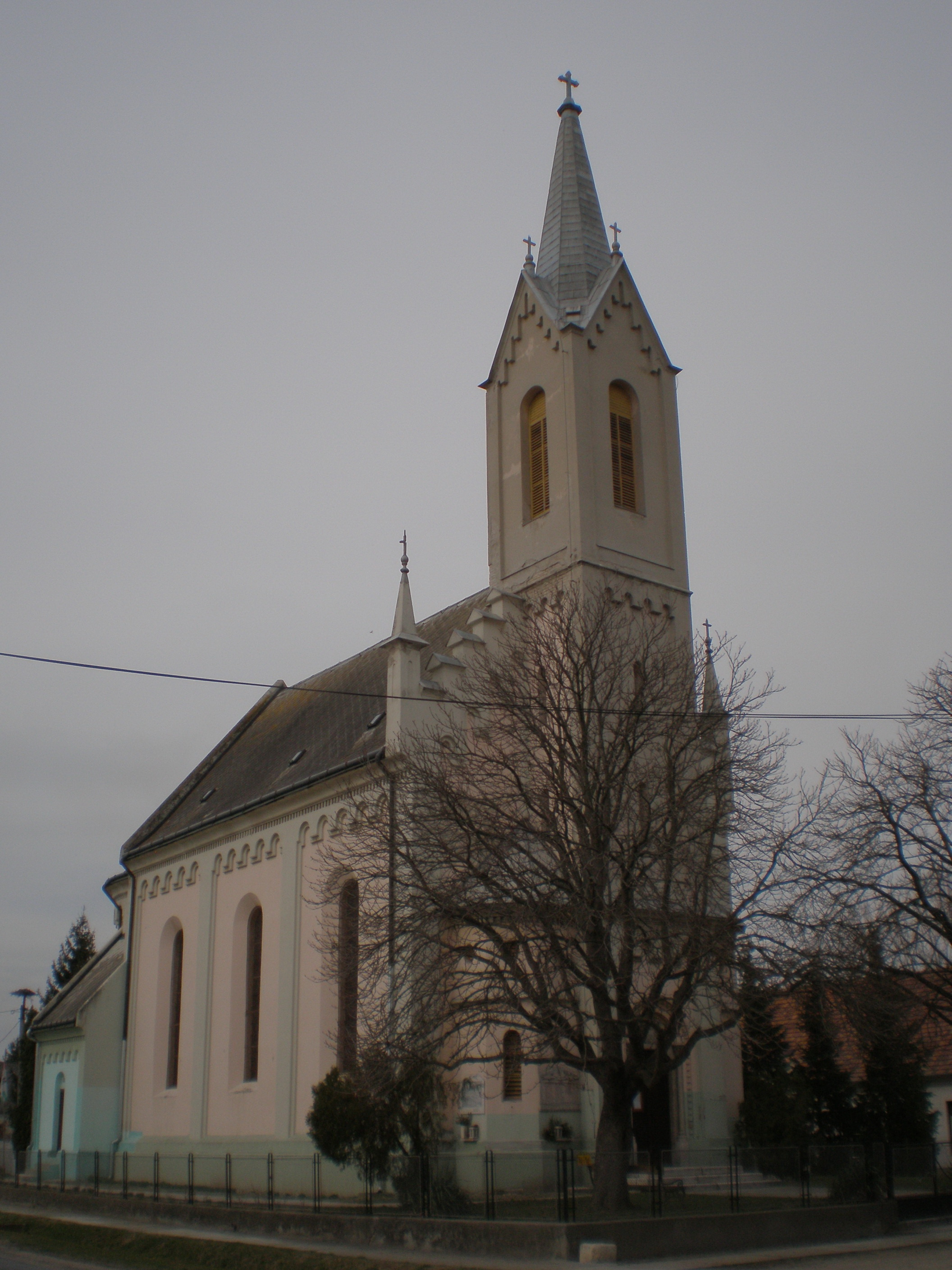
Római katolikus templom

Nyelvészek szerint neve szláv eredetű és kardművest jelent. Herényi István munkájában 1189 és 1208 közötti időszakra jelöli a település megjelenését. Györffy György történész szerint a 940-es években Mecsér kardverő helység. Fajsz fejedelem szigetközi szállása és a határbelépőknél létesített udvarhoz tartozott. Más magyarázat szerint a mocsárból ered. 1280-ban említi először oklevél Mecher néven. A falu a lébényi apátság birtoka volt, majd egy ideig az óvári várhoz tartozott, míg Hunyadi Mátyás király vissza nem adta a települést az apátságnak. 1359-es oklevelek alapján lakói akkor már főleg halászok, hajóvontatók, pásztorok voltak. A hajózás a szomszédos Ausztria és Győr irányába történt. 1564-től fekszik mai helyén, fekvése miatt hol Moson, hol Győr vármegyéhez tartozott.
Későbbi lakóinak, a magyar folyami fuvarozóknak és hajómolnároknak egy-egy múltat idéző, szépen helyreállított háza még látható a községben. Ugyanígy a régi, 1679-ben épített, később lebontott templom helyén az 1900-ban Wenckheim Krisztina grófnő által emelt neoromán templom. Október 8-án tartják Magyarok Nagyasszonya napi búcsúját. A források szerint: „magyar falu, Moson vmegyében, a Szigetközben, 709 kath. lak., s paroch. szentegyházzal. Határa negyedik osztálybeli, s 45 6/ egész telek után van 51 telkesgazdája, 345 hold harmadik osztálybeli szántóföldje, 165 embervágó rétje. Nagy duna-malom. F. u. gr. Zichy Manó. Ut. p. Ötevény”.
Hajdan a falu sokat szenvedett a Mosoni-Duna áradásaitól. 1954-ben például az egész lakosság a szomszéd falvakban talált menedéket. (A bősi /gabcikovói erőmű megépítése után a csúcsrajáratás idején az árhullám idáig érezteti hatását!) Szigetközzel a Mosoni-Dunán 1951-től köti össze híd, addig csak komppal lehetett közlekedni.1979-ben Lébény társközsége lett, 1990-ben vált ismét önállóvá.
Mecsér lakóinak nagyobbik része Győr és Mosonmagyaróvár iparvállalatainál dolgozik, kisebbik hányada mezőgazdaságból él. A település infrastrukturális ellátottsága teljes.

## Közélete

### Polgármesterei
- 1990–1994: Tóth Marianna (FKgP)[6]
- 1994–1998: Tóth Marianna (független)[7]
- 1998–1999: Tóth Marianna (független)[8]
- 2000–2002: Gerháth Zoltán (független)[9][10]
- 2002–2006: Gerháth Zoltán (független)[11]
- 2006–2009: Gerháth Zoltán (független)[12]
- 2009–2010: Csaplár Zoltán (független)[13]
- 2010–2014: Csaplár Zoltán Imre (független)[14]
- 2014–2019: Csaplár Zoltán Imre (független)[15]
- 2019–2024: Csaplár Zoltán Imre (független)[16]
- 2024– : Füsi Rudolf (független)[1]

A településen 2000. január 9-én időközi polgármester-választást tartottak, az előző településvezető lemondása miatt.
2009. szeptember 27-én újból időközi polgármester-választást kellett tartani Mecséren, ezúttal az addigi faluvezető halála miatt.

## Népesség
A település népességének változása:
| Lakosok száma | 597  | 592  | 586  | 663  | 635  | 650  | 678  |
|               | 2013 | 2014 | 2015 | 2021 | 2022 | 2023 | 2024 |

A 2011-es népszámlálás során a lakosok 92,4%-a magyarnak, 0,7% németnek mondta magát (7,4% nem nyilatkozott; a kettős identitások miatt a végösszeg nagyobb lehet 100%-nál). A vallási megoszlás a következő volt: római katolikus 76,5%, református 0,3%, evangélikus 1,6%, felekezeten kívüli 6,2% (15% nem nyilatkozott).
2022-ben a lakosság 91,8%-a vallotta magát magyarnak, 3,3% németnek, 1,6% szlováknak, 0,3% románnak, 0,2% horvátnak, 0,2% szlovénnek, 0,2% cigánynak, 2% egyéb, nem hazai nemzetiségűnek (6,6% nem nyilatkozott; a kettős identitások miatt a végösszeg nagyobb lehet 100%-nál). Vallásuk szerint 52,4% volt római katolikus, 1,3% református, 0,6% evangélikus, 0,5% görög katolikus, 0,9% egyéb keresztény, 0,3% egyéb katolikus, 7,7% felekezeten kívüli (36,1% nem válaszolt).

## Nevezetességei
- Puszta Csárda

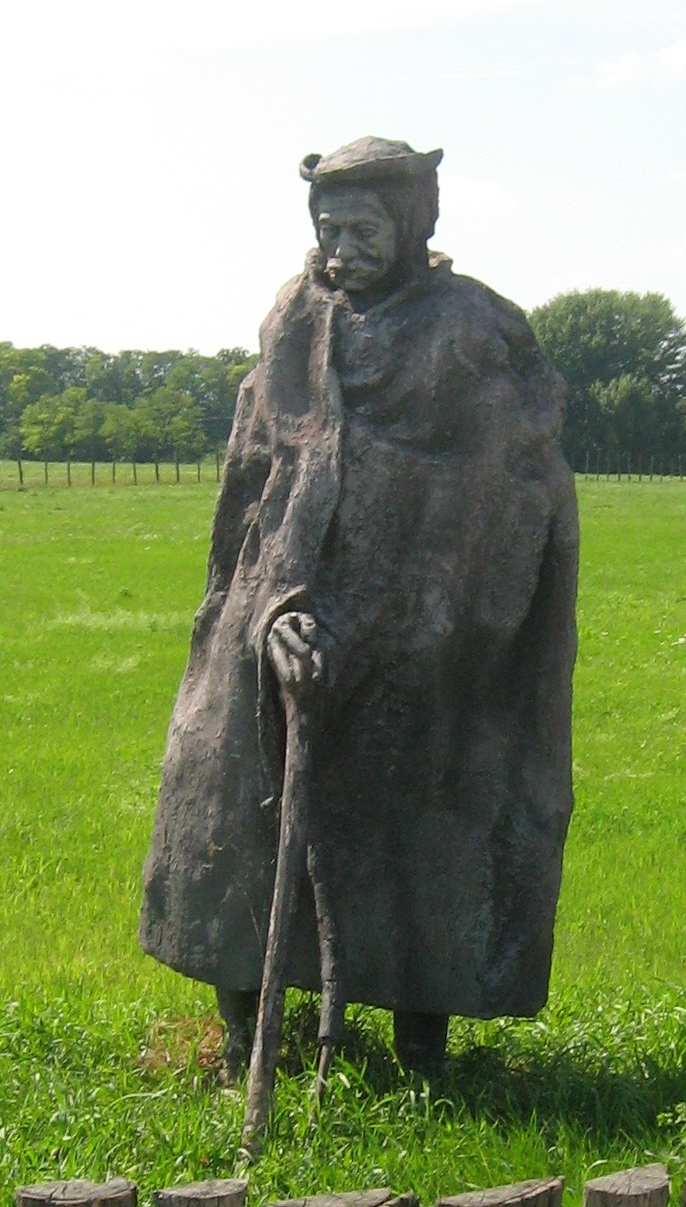
Rigópuszta

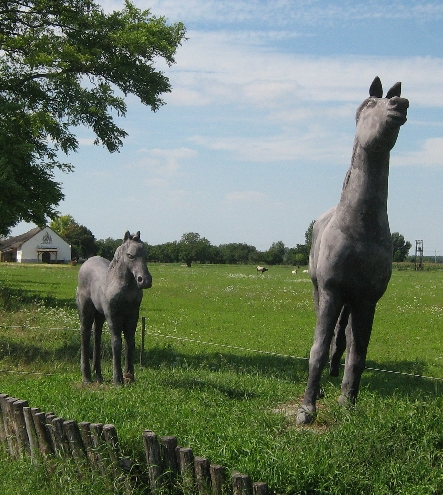
Rigópuszta

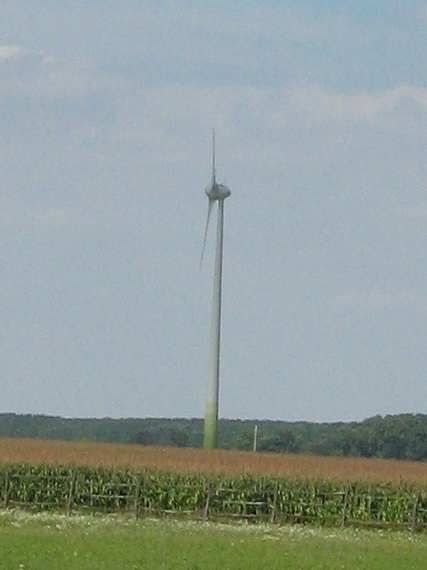
Szélerőmű

A nádfedeles épületekből álló tanya Rigópusztán található.  Rigópuszta az elmúlt évszázadok magyar pusztavilágát és kultúráját mutatja be. A nádfedeles csárdában magyar ételkülönlegességek szerepelnek az étlapon, az épületet kemencével és kandallóval fűtik. Múzeuma egy eredeti 1853-ban épült pajtában lesz, a  puszta mindennapi életét mutatja be. Őshonos magyar állatpark is megtekinthető. Mindez egy újonnan épült szélerőmű tövében.
- Kormos István költő itt a környéken töltötte gyermekkorát, verseiben is megemlékezik erről a településről,[22] 1997 óta Lébény, Mosonszentmiklós és ez a település közösen rendezik meg emlékére a vers- és prózamondóversenyt.
- Népi gyógyászat (Kettinger András korabeli parasztorvos)

A helyi mondák szerint anyja és öreganyja is „orvosolt” a faluban, tőlük származott a „tudománya”. Úgy tudják, hogy 22 éves koráig „gavalléros” legény volt, majd hirtelen betegségbe esett. Három hétig élet-halál között volt, aztán meggyógyult ugyan, de soha többé nem lett „egész” ember. Zárkózott lett, magának való, nem nősült meg, az anyja mellett dolgozott a „javaskodásban”.  Már 52 éves lett, amikor az anyja a halálos ágyán átadta neki az egész tudományát. Maga magáról azt állította, hogy nem az ördöggel cimborál, hanem mindent Isten nevében tesz. Betegeivel is imádkoztatott gyógyszereinek használata előtt. Maga szedte gyógyfüveit, maga főzte őket, de titkát nem árulta el. Leghíresebb a sebekre, kelésekre rakott flastroma volt.
(Forrás:Dr. Timaffy László: Táltosok, tudósok, boszorkányok: Kisalföldi népmondák Győr, 1992)
- Régi hajóvontató ház és lóváltó
- Római katolikus templom
- A Duna-menti védett galériaerdő
- Horgászhelyek,[23] 65 halfaj